# 13852 Форд
13852 Форд (13852 Ford) — астероїд головного поясу, відкритий 7 грудня 1999 року.
Тіссеранів параметр щодо Юпітера — 3,633.